# コロナビール
コロナ・エキストラ（スペイン語: Corona Extra）とは、モデーロ（Grupo Modelo）が製造するメキシコビールの銘柄。コロナ、コローナと corona の日本語転写は複数あるが、本記事では固有名称以外はアンハイザー・ブッシュ・インベブ・ジャパンが定める「コロナ」と記載する。

## 概要
米国のビール同様、軽い味わいが特徴である。大抵の場合ジョッキやコップに注がず、栓を抜いた瓶からラッパ飲みされる。広告に「このビールは、立って飲むのがお行儀です」というキャッチコピーもある。
そのまま飲むほか、テキーラのように塩分を加えたりする。また、8分の1程度に櫛形切りしたライムを瓶の中に押し込んで風味を付けて飲む方法もある。過去には「ライムがなければコロナを飲むな」というキャッチコピーが広告に使われたことがある。

## 歴史
コロナビールを作っているモデーロは1925年にメキシコシティで創業した。コロナビールは1926年に発売された、同社の最初の製品のひとつである。風味の劣化を防ぐために伝統的なビール瓶が茶色をしていたのに対し、コロナビールは売れ行きを優先して透明な瓶を使用した。1940年前後には従来の紙のラベルを廃止して瓶に直接ブランド名を書き、また「Corona Extra」のブランド名を使用するようになった。
1970年代から国際的に進出し、アメリカ合衆国のメキシコ移民の多い地域を対象に販売した。しかしながらプエルトリコに同じ名前のビールがあったために法的な問題が発生した。モデーロは最終的に1979年にプエルトリコのコロナビールを買収した。1980年代にはさらに南米諸国やヨーロッパにも進出したが、スペインでは「コロナ」の名称がボデガス・トーレスのワインの商標名として登録済みであったためにここでも問題が発生した。トーレスとの交渉は2014年に締結され、トーレスはワインの商標名としての「コロナ」を維持するが、モデーロは「Corona Extra」ブランドのビールを販売できることになった。
1989年にアメリカ合衆国で「Corona Light」というライトビールの販売を始めた。「Corona Extra」がアルコール分4.6%、148kcalであるのに対し、「Corona Light」は4.1%、99kcalである。
1997年にコロナビールはハイネケンを抜いて世界でもっとも売れたメキシコビールのブランドになった。
2013年にモデーロはベルギーのアンハイザー・ブッシュ・インベブの子会社になった。
2024年パリオリンピックではパートナー企業となった。選手村では、ノンアルコール版のコロナビールが選手に無償で提供された。

## ラインナップ
アルコール度数はすべて4.5%。
- コロナ・エキストラ ボトル (355ml)
- コロナ・エキストラ 缶 (355ml)
- コロニータ・エキストラ 小瓶 (207ml)

### 旧ラインナップ
- コローナ・エクストラ (355ml、4.6%)
- コロニータ (207ml、4.6% 中身は上記コローナ・エクストラと同一）
- コローナ・ライト (355ml、3.8%)

## エピソード
コロナビールは「Find Your Beach」をうたい文句として、夏に海岸で飲むものというイメージで売り出している。日本では2018年から神奈川県葉山町森戸海岸でイベントを開催し、2021年にはビーチハウス「Casa Corona」を期間限定でオープンした。しかしながら日光の中でライムが皮膚につくことによって植物性光線皮膚炎 (Phytophotodermatitis) をおこす可能性があり、「メキシカンビール皮膚炎」と呼ばれることもある。

### COVID-19による風評被害
2020年、新型コロナウイルス感染症が猛威を振るう中「コロナビール」のウェブ検索数が急増した。コロナビールは、コロナウイルスとは無関係だが、「コロナ」という名称から何らかの連想をした検索が増えており、検索エンジンの傾向を示す「グーグル・トレンズ」によると、2020年1月18～26日にかけて「corona beer virus（コロナ、ビール、ウイルス）」のGoogle 検索が、世界で2,300%上昇した。
一方で風評被害も見られ、同年1月～2月だけで約2億2100万ポンド（約310億円）の売上が失われた。ビールを飲むアメリカ人のうち「現在はいかなる状況下でも、コロナビールを買わない」と回答した人が38％に上った。モデーロは販売の落ち込みを否定していたが、メキシコ政府からの不要不急の産業の停止要請を受け、2020年4月5日からの操業を取りやめると発表した。また、ビールの生産過程でできる、エタノールを使った殺菌ジェル30万本を寄付するなど、新型コロナウイルス対策に貢献すると発表した。
2021年6月のブランドファイナンス社の調査によると、コロナビールの売上は前年度より27.8%下がったものの、3年連続で世界第1位を保った。